# Marcel Sauvage
Pour les articles homonymes, voir Sauvage (homonymie).
Marcel Sauvage, né à Paris 4e le 26 octobre 1895 et mort le 4 juin 1988 à Peymeinade, est un journaliste et écrivain français.

## Biographie
Étudiant en 1914, il devance l'appel. Grand blessé de guerre, il entre à L'Intransigeant en 1926.
En 1920, il fonde la revue Action en collaboration avec Florent Fels,  grâce à leurs primes de démobilisation. La revue paraîtra jusqu'en 1922.
Il a publié quatre livres aux éditions Denoël entre 1932 et 1938.
En 1939, il devient rédacteur en chef adjoint de l'agence internationale de presse Opera Mundi. Il renoue avec Robert Denoël en juillet 1945. 
Il se fait connaître en 1949 lors de la publication de sa biographie de Joséphine Baker.
Il fut l'époux de la journaliste et écrivaine Paule Malardot, avec laquelle il eut un enfant, Daniel Sauvage (journaliste et écrivain) ; père et fils collaborèrent en 1969 à l'élaboration de l'anthologie des poètes de l'O.R.T.F.
Écrivain et journaliste, il est membre du jury du prix Renaudot.

## Œuvre
- 1942 : Poème sans fil, Alger, Edmond Charlot.
- 1998 : Hors du commun Maurice Vlaminck, Maurice Savin, Grasset.
- 1974 : Gardiens de la parole, Grasset.
- 1971 : Cœur noir, Grasset.
- 1949 : Les Mémoires de Joséphine Baker, Corréa.
- 1969 : Anthologie des poètes de l'O.R.T.F. (avec Daniel Sauvage).
- 1966 : Maurice Vlaminck, texte de Raymond Nacenta et de Marcel Sauvage (réédition Grasset et Fasquelle, 1998).
- 1965 : Exposition Eugène Baboulène, Galerie Romanet... Paris. [Préface par Marcel Sauvage].
- 1963 : Jean Dannet, Éditions Galerie Espace, Paris.
- 1955 : La Fleur coupée, poèmes.
- 1950 : Un du Normandie-Niemen, André Martel.
- 1951 : 13 poèmes en prose, avec treize illustrations de Emile Lahner (Denoël, 1951)
- 1947 : Les Solitudes, éditions universelles.
- 1945 : L'Arme à gauche (réédition 1969).
- 1938 : A soi-même accordé. Cicatrices. Voyage en autobus. Libre-échange. Socrate se meurt, Socrate est mort. (1915-1930.) Denoël.
- 1938 : La Corrida, notes sur la guerre d'Espagne  (réédition Grasset et Fasquelle, 1984).
- 1937 : Les Secrets de l'Afrique noire, éditions Denoël.
- 1932 : Jules et Edmond de Goncourt, Éditions de la Nouvelle Revue Critique.
- 1932 : La Fin de Paris ou la Révolte des statues, Denoël et Steele (rééd. Grasset 1970).
- 1929 : Le Premier Homme que j'ai tué, éditions La renaissance du livre (réed. Grasset 1976).
- 1928 : Fritz Rhein.
- 1927 : Discours sur la poésie du temps, Cahiers du Sud, « Critiques » n° 4, 1927. Ill. Pascin.
- 1922 : Le Chirurgien des roses, ou Roses des îles et du soir, poèmes en prose.
- 1921 : Voyage en autobus (illustrations de quatre dessins de Max Jacob), éditions Liber.
- 1921 : Le Brocanteur philosophe, comédie en 1 acte.
- 1920-1922 : Action : cahiers de philosophie et d'art, mars 1920 à avril 1922.
- 1947 : Les Solitudes, roman, Editions Universelles.
- Mémoires 1895-1981, « Ça manque de sang dans les encriers », établi par Vincent Wackenheim, Éditions Claire Paulhan, Paris, 2021[3].